# Ученик воина
Учени́к во́ина (англ. The Warrior’s Apprentice) — фантастическое произведение известной американской писательницы Лоис Буджолд, написанное в 1986 году, третья книга из серии цикла Сага о Форкосиганах.

## Сюжет
Майлз Форкосиган по старой традиции пытается сделать карьеру военного, но из-за последствий газового отравления проваливает вступительный экзамен по физподготовке в Имперскую Академию. С горя он отправляется на родину матери — колонию Бета, где оказывается втянутым в интригу с торговлей оружием. Ввязавшись в это сомнительное предприятие, Майлз поневоле попадает в самую гущу локальной войны. Только благодаря врождённым организаторским способностям он не просто берет ситуацию под контроль, но и ухитряется возглавить целый флот наёмников, названный им Дендарийским. Отныне вся Галактика будет с восторгом повторять его новое имя — адмирал Нейсмит...